# Vampeta
Vampeta, pseudonimo di Marcos André Batista Santos (Nazaré das Farinhas, 13 marzo 1974), è un ex calciatore e allenatore di calcio brasiliano, campione del mondo nel 2002 e campione del Sudamerica nel 1999 con la nazionale brasiliana.

## Biografia
Il suo soprannome deriva dall'unione tra le parole vampiro e capeta ("diavolo" in italiano). Amico di Ronaldo, con il quale giocò nel PSV, si sposò ed ebbe due figli; la moglie in seguito lo denunciò per averla picchiata.
Fu il primo calciatore brasiliano a posare nudo per la rivista gay G Magazine, nel 1999. In seguito il calciatore dichiarò di averlo fatto per una cifra vicina ai $100.000.
Si candidò alle elezioni brasiliane del 3 ottobre 2010 nelle file del Partido dos Trabalhadores di San Paolo.

## Caratteristiche tecniche
(Giancarlo Antognoni, all'epoca direttore generale della Fiorentina, su Vampeta.)
Centrocampista centrale dal fisico statuario, poteva giocare anche da mediano. Nei Paesi Bassi giocava sia come terzino sia come esterno sulla fascia destra, nonostante preferisse spingersi in attacco, ritenendosi e venendo ritenuto un calciatore offensivo. Paragonato a Dunga e a Stefan Effenberg, in un primo momento fu considerato un fuoriclasse, un calciatore veloce e tecnico che abbinava qualità e quantità, con la capacità di rubare palloni e una visione da regista, oltre ad essere un abile finalizzatore.

## Carriera

### Giocatore

#### Club

##### Inizi, PSV e Corinthians
Dopo aver iniziato la carriera nel Vitória, nel 1994 si trasferì in Europa per vestire la maglia del PSV. L'anno dopo andò in prestito al VVV-Venlo ma, dimostrando di soffrire di saudade, ritornò in patria per giocare in prestito al Fluminense. Nel 1996 rientrò al PSV, con cui in due stagioni vinse un campionato olandese e due Supercoppe nazionali. Nel 1998 decise di tornare in Brasile, nel Corinthians, sia perché prendeva molti più soldi sia per esser preso in considerazione dalla nazionale brasiliana. Con la squadra paulista vinse il campionato brasiliano e il campionato mondiale per club. A fine stagione fu votato miglior centrocampista dell'anno e inserito nella squadra ideale del Sudamerica.

##### Inter e PSG
Non rinnovando il contratto con il Corinthians, attirò le attenzioni della Fiorentina (il dirigente viola Antognoni l'aveva già osservato durante un'amichevole della sua nazionale contro i Paesi Bassi), ma nell'agosto del 2000 fu acquistato per 30 miliardi di lire dall'Inter, in parte anche su suggerimento dell'amico Ronaldo al presidente Moratti. Firmò un contratto triennale con opzione per il quarto anno da 4 miliardi di lire a stagione. Il 5 settembre ci fu la presentazione ufficiale. L'esperienza all'Inter fu fugace: con i nerazzurri scese in campo in otto partite ufficiali, e solo una in Serie A: il 1º ottobre 2000 a Reggio Calabria contro la Reggina (2-1). Segnò il suo unico gol italiano nella finale di Supercoppa persa 4-3 contro la Lazio.
Non arrivando in grande condizione di forma, si rivelò un giocatore lento e con l'arrivo in panchina di Tardelli al posto di Marcello Lippi, Vampeta si trovò relegato spesso in panchina, venendo schierato solamente per le partite di Coppa Italia e di Coppa UEFA. Dopo tre mesi, il 10 dicembre successivo si autoescluse dalla rosa, e nel gennaio 2001 fu ceduto in compartecipazione al Paris Saint-Germain in cambio di Stéphane Dalmat. In seguito disse di non aver amato né Milano né Parigi, preferendo le spiagge di Bahia e i Paesi Bassi. In relazione alle aspettative, è considerato come uno dei peggiori acquisti nella storia del calcio italiano.

##### Ritorno in Brasile, ultime esperienze e ritiro
Nel 2001 passò al Flamengo, che cedette Adriano all'Inter e Reinaldo al Paris Saint-Germain in cambio delle due metà del cartellino di Vampeta. Nel 2002 tornò prima al Corinthians, con cui vinse una Coppa del Brasile, e poi al Vitória, dove nei primi mesi del 2003 subì un grave infortunio ai legamenti del ginocchio sinistro. Nel 2004 provò una breve esperienza in Kuwait, tra le file dell'Al-Salmiya.
Nel 2005 fece ritorno in Brasile, giocando prima nel Brasiliense e poi nel Goiás. Nel gennaio 2007 tornò per la terza volta al Corinthians, firmando un contratto con la prima squadra. Nel 2008 passò alla Juventus-SP, dove si ritirò nello stesso anno.

#### Nazionale
Debuttò con la maglia del Brasile nel 1998 e in totale collezionò 39 presenze e 2 reti, partecipando al vittorioso campionato del mondo 2002 (giocando solo 18 minuti in tutta la competizione, nella prima partita contro la Turchia), nonché alla Copa América 1999, competizione vinta anch'essa dalla nazionale verdeoro.

### Allenatore
Nel 2010 fu nominato tecnico del Nacional-SP, club paulista. Nella primavera del 2011 fu ingaggiato dal Grêmio Osasco, club della terza divisione paulista, dove firmò un contratto per 450 euro mensili come giocatore e allenatore.

## Statistiche

### Presenze e reti nei club
| Stagione           | Squadra             | Campionato         | Campionato | Campionato | Coppe nazionali | Coppe nazionali | Coppe nazionali | Coppe continentali | Coppe continentali | Coppe continentali | Altre coppe | Altre coppe | Altre coppe | Totale | Totale |
| Stagione           | Squadra             | Comp               | Pres       | Reti       | Comp            | Pres            | Reti            | Comp               | Pres               | Reti               | Comp        | Pres        | Reti        | Pres   | Reti   |
| ------------------ | ------------------- | ------------------ | ---------- | ---------- | --------------- | --------------- | --------------- | ------------------ | ------------------ | ------------------ | ----------- | ----------- | ----------- | ------ | ------ |
| 1993               | Vitória             | A+A1/BA            | 8+?        | 0+?        | CB              | 0               | 0               | -                  | -                  | -                  | -           | -           | -           | 8+     | 0+     |
| lug.-dic. 1994     | PSV                 | ED                 | 3          | 0          | CO              | 0               | 0               | CU                 | 0                  | 0                  | -           | -           | -           | 3      | 0      |
| gen.-giu. 1995     | VVV-Venlo           | 1D                 | 7          | 3          | CO              | -               | -               | -                  | -                  | -                  | -           | -           | -           | 7      | 3      |
| 1995               | Fluminense          | A+A1/RJ            | 23+?       | 2+?        | -               | -               | -               | -                  | -                  | -                  | -           | -           | -           | 23+    | 2+     |
| 1996-1997          | PSV                 | ED                 | 31         | 2          | CO              | 0               | 0               | CdC                | 3                  | 0                  | SO          | 1           | 0           | 35     | 2      |
| 1997-1998          | PSV                 | ED                 | 16         | 3          | CO              | 0               | 0               | UCL                | 4                  | 0                  | SO          | 1           | 0           | 21     | 3      |
| Totale PSV         | Totale PSV          | Totale PSV         | 50         | 5          |                 | 0               | 0               |                    | 7                  | 0                  |             | 2           | 0           | 59     | 5      |
| 1998               | Corinthians         | A+A1/SP            | 31+?       | 2+?        | CB              | ?               | ?               | CM                 | ?                  | ?                  | RJ-SP       | -           | -           | 31+    | 2+     |
| 1999               | Corinthians         | A+A1/SP            | 16+?       | 2+?        | CB              | ?               | ?               | CL                 | ?                  | ?                  | RJ-SP       | ?           | ?           | 16+    | 2+     |
| gen.-giu. 2000     | Corinthians         | CJH+A1/SP          | -          | -          | CB              | ?               | ?               | CL                 | ?                  | ?                  | RJ-SP+Cmc   | ?+3         | ?+0         | 3+     | 0+     |
| lug.-dic. 2000     | Inter               | A                  | 1          | 0          | CI              | 3               | 0               | UCL+CU             | 0+3                | 0+0                | SI          | 1           | 1           | 8      | 1      |
| gen.-giu. 2001     | Paris Saint-Germain | D1                 | 7          | 1          | CF+CdL          | 1+0             | 0+0             | UCL                | 0                  | 0                  | -           | -           | -           | 8      | 1      |
| 2001               | Flamengo            | A+A1/RJ            | 16+?       | 1+?        | CB              | -               | -               | CM                 | ?                  | ?                  | RJ-SP+CC    | -           | -           | 16+    | 1+     |
| 2002               | Corinthians         | A+SC/SP            | 24+?       | 0+?        | CB              | ?               | ?               | -                  | -                  | -                  | RJ-SP+CC    | ?           | ?           | 24+    | 0+     |
| 2003               | Corinthians         | A+A1/SP            | 5+?        | 0+?        | -               | -               | -               | CS                 | ?                  | ?                  | -           | -           | -           | 5+     | 0+     |
| gen.-lug. 2004     | Vitória             | A+A1/BA            | 6+?        | 0+?        | CB              | ?               | ?               | -                  | -                  | -                  | -           | -           | -           | 6+     | 0+     |
| Totale Vitória     | Totale Vitória      | Totale Vitória     | 14+        | 0+         |                 | 0+              | 0+              |                    | -                  | -                  |             | -           | -           | 14+    | 0+     |
| lug.-dic. 2004     | Al-Salmiya          | PL                 | 12         | 2          | EC              | ?               | ?               | -                  | -                  | -                  | PC+AKC      | ?           | ?           | 12+    | 2+     |
| 2005               | Brasiliense         | A+A1/BR            | 37+?       | 0+?        | CB              | ?               | ?               | -                  | -                  | -                  | -           | -           | -           | 37+    | 0+     |
| 2006               | Goiás               | A+A1/GO            | 1+?        | 0+?        | -               | -               | -               | CL                 | ?                  | ?                  | -           | -           | -           | 1+     | 0+     |
| 2007               | Corinthians         | A+A1/SP            | 19+?       | 0+?        | CB              | ?               | ?               | CS                 | ?                  | ?                  | -           | -           | -           | 19+    | 0+     |
| Totale Corinthians | Totale Corinthians  | Totale Corinthians | 95+        | 4+         |                 | ?               | ?               |                    | ?                  | ?                  |             | 3+          | 0+          | 98+    | 4+     |
| 2008               | Juventus            | A1/SP              | 0          | 0          | CB              | 0               | 0               | -                  | -                  | -                  | -           | -           | -           | 0      | 0      |
| Totale carriera    | Totale carriera     | Totale carriera    | 263+       | 18+        |                 | 1+              | 0+              |                    | 10+                | 0+                 |             | 6+          | 1+          | 280+   | 20+    |

### Cronologia presenze e reti in nazionale
| Cronologia completa delle presenze e delle reti in nazionale ― Brasile | Cronologia completa delle presenze e delle reti in nazionale ― Brasile | Cronologia completa delle presenze e delle reti in nazionale ― Brasile | Cronologia completa delle presenze e delle reti in nazionale ― Brasile | Cronologia completa delle presenze e delle reti in nazionale ― Brasile | Cronologia completa delle presenze e delle reti in nazionale ― Brasile | Cronologia completa delle presenze e delle reti in nazionale ― Brasile | Cronologia completa delle presenze e delle reti in nazionale ― Brasile |
| Data                                                                   | Città                                                                  | In casa                                                                | Risultato                                                              | Ospiti                                                                 | Competizione                                                           | Reti                                                                   | Note                                                                   |
| ---------------------------------------------------------------------- | ---------------------------------------------------------------------- | ---------------------------------------------------------------------- | ---------------------------------------------------------------------- | ---------------------------------------------------------------------- | ---------------------------------------------------------------------- | ---------------------------------------------------------------------- | ---------------------------------------------------------------------- |
| 23-9-1998                                                              | São Luís                                                               | Brasile                                                                | 1 – 1                                                                  | Jugoslavia                                                             | Amichevole                                                             | -                                                                      | 82’                                                                    |
| 14-10-1998                                                             | Washington                                                             | Brasile                                                                | 5 – 1                                                                  | Ecuador                                                                | Amichevole                                                             | -                                                                      |                                                                        |
| 18-11-1998                                                             | Fortaleza                                                              | Brasile                                                                | 5 – 1                                                                  | Russia                                                                 | Amichevole                                                             | -                                                                      | 67’                                                                    |
| 26-6-1999                                                              | Curitiba                                                               | Brasile                                                                | 3 – 0                                                                  | Lettonia                                                               | Amichevole                                                             | -                                                                      |                                                                        |
| 30-6-1999                                                              | Ciudad del Este                                                        | Brasile                                                                | 7 – 0                                                                  | Venezuela                                                              | Coppa America 1999 - 1º turno                                          | -                                                                      |                                                                        |
| 3-7-1999                                                               | Ciudad del Este                                                        | Brasile                                                                | 2 – 1                                                                  | Messico                                                                | Coppa America 1999 - 1º turno                                          | -                                                                      |                                                                        |
| 6-7-1999                                                               | Ciudad del Este                                                        | Brasile                                                                | 1 – 0                                                                  | Cile                                                                   | Coppa America 1999 - 1º turno                                          | -                                                                      | 16’                                                                    |
| 24-7-1999                                                              | Guadalajara                                                            | Brasile                                                                | 4 – 0                                                                  | Germania                                                               | Conf. Cup 1999 - 1º turno                                              | -                                                                      | 17’                                                                    |
| 28-7-1999                                                              | Guadalajara                                                            | Brasile                                                                | 1 – 0                                                                  | Stati Uniti                                                            | Conf. Cup 1999 - 1º turno                                              | -                                                                      |                                                                        |
| 1-8-1999                                                               | Guadalajara                                                            | Brasile                                                                | 8 – 2                                                                  | Arabia Saudita                                                         | Conf. Cup 1999 - Semifinale                                            | -                                                                      | 37’                                                                    |
| 4-8-1999                                                               | Città del Messico                                                      | Messico                                                                | 4 – 3                                                                  | Brasile                                                                | Conf. Cup 1999 - Finale                                                | -                                                                      |                                                                        |
| 4-9-1999                                                               | Buenos Aires                                                           | Argentina                                                              | 2 – 0                                                                  | Brasile                                                                | Amichevole                                                             | -                                                                      | 46’                                                                    |
| 7-9-1999                                                               | Porto Alegre                                                           | Brasile                                                                | 4 – 2                                                                  | Argentina                                                              | Amichevole                                                             | -                                                                      | 69’                                                                    |
| 9-10-1999                                                              | Amsterdam                                                              | Paesi Bassi                                                            | 2 – 2                                                                  | Brasile                                                                | Amichevole                                                             | -                                                                      | 46’                                                                    |
| 28-3-2000                                                              | Bogotà                                                                 | Colombia                                                               | 0 – 0                                                                  | Brasile                                                                | Qual. Mondiali 2002                                                    | -                                                                      |                                                                        |
| 26-4-2000                                                              | San Paolo                                                              | Brasile                                                                | 3 – 2                                                                  | Ecuador                                                                | Qual. Mondiali 2002                                                    | -                                                                      | 82’                                                                    |
| 4-6-2000                                                               | Lima                                                                   | Perù                                                                   | 0 – 1                                                                  | Brasile                                                                | Qual. Mondiali 2002                                                    | -                                                                      | 88’                                                                    |
| 28-6-2000                                                              | Rio de Janeiro                                                         | Brasile                                                                | 1 – 1                                                                  | Uruguay                                                                | Qual. Mondiali 2002                                                    | -                                                                      | 69’                                                                    |
| 18-7-2000                                                              | Asunción                                                               | Paraguay                                                               | 2 – 1                                                                  | Brasile                                                                | Qual. Mondiali 2002                                                    | -                                                                      | 56’                                                                    |
| 26-7-2000                                                              | San Paolo                                                              | Brasile                                                                | 3 – 1                                                                  | Argentina                                                              | Qual. Mondiali 2002                                                    | 2                                                                      | 81’                                                                    |
| 3-9-2000                                                               | Rio de Janeiro                                                         | Brasile                                                                | 5 – 0                                                                  | Bolivia                                                                | Qual. Mondiali 2002                                                    | -                                                                      |                                                                        |
| 8-10-2000                                                              | Maracaibo                                                              | Venezuela                                                              | 0 – 6                                                                  | Brasile                                                                | Qual. Mondiali 2002                                                    | -                                                                      |                                                                        |
| 15-11-2000                                                             | San Paolo                                                              | Brasile                                                                | 1 – 0                                                                  | Colombia                                                               | Qual. Mondiali 2002                                                    | -                                                                      | 70’                                                                    |
| 3-3-2001                                                               | Pasadena                                                               | Stati Uniti                                                            | 1 – 2                                                                  | Brasile                                                                | Amichevole                                                             | -                                                                      | 46’                                                                    |
| 7-3-2001                                                               | Guadalajara                                                            | Messico                                                                | 3 – 3                                                                  | Brasile                                                                | Amichevole                                                             | -                                                                      |                                                                        |
| 28-3-2001                                                              | Quito                                                                  | Ecuador                                                                | 1 – 0                                                                  | Brasile                                                                | Qual. Mondiali 2002                                                    | -                                                                      |                                                                        |
| 25-4-2001                                                              | San Paolo                                                              | Brasile                                                                | 1 – 1                                                                  | Perù                                                                   | Qual. Mondiali 2002                                                    | -                                                                      | 80’                                                                    |
| 31-5-2001                                                              | Kashima                                                                | Brasile                                                                | 2 – 0                                                                  | Camerun                                                                | Conf. Cup 2001 - 1º turno                                              | -                                                                      | 46’                                                                    |
| 7-6-2001                                                               | Suwon                                                                  | Brasile                                                                | 1 – 2                                                                  | Francia                                                                | Conf. Cup 2001 - Semifinale                                            | -                                                                      | 56’                                                                    |
| 9-6-2001                                                               | Ulsan                                                                  | Australia                                                              | 1 – 0                                                                  | Brasile                                                                | Conf. Cup 2001 - Finale 3º posto                                       | -                                                                      |                                                                        |
| 9-8-2001                                                               | Curitiba                                                               | Brasile                                                                | 5 – 0                                                                  | Panama                                                                 | Amichevole                                                             | -                                                                      | 46’                                                                    |
| 15-8-2001                                                              | Porto Alegre                                                           | Brasile                                                                | 2 – 0                                                                  | Paraguay                                                               | Qual. Mondiali 2002                                                    | -                                                                      | 85’                                                                    |
| 5-9-2001                                                               | Buenos Aires                                                           | Argentina                                                              | 2 – 1                                                                  | Brasile                                                                | Qual. Mondiali 2002                                                    | -                                                                      | 70’                                                                    |
| 7-10-2001                                                              | Curitiba                                                               | Brasile                                                                | 2 – 0                                                                  | Cile                                                                   | Qual. Mondiali 2002                                                    | -                                                                      |                                                                        |
| 7-11-2001                                                              | La Paz                                                                 | Bolivia                                                                | 3 – 1                                                                  | Brasile                                                                | Qual. Mondiali 2002                                                    | -                                                                      | 62’                                                                    |
| 7-3-2002                                                               | Cuiabá                                                                 | Brasile                                                                | 6 – 1                                                                  | Islanda                                                                | Amichevole                                                             | -                                                                      | 65’                                                                    |
| 25-5-2002                                                              | Kuala Lumpur                                                           | Malaysia                                                               | 0 – 4                                                                  | Brasile                                                                | Amichevole                                                             | -                                                                      | 75’                                                                    |
| 3-6-2002                                                               | Ulsan                                                                  | Brasile                                                                | 2 – 1                                                                  | Turchia                                                                | Mondiali 2002 - 1º turno                                               | -                                                                      | 72’                                                                    |
| 21-8-2002                                                              | Fortaleza                                                              | Brasile                                                                | 0 – 1                                                                  | Paraguay                                                               | Amichevole                                                             | -                                                                      | 46’                                                                    |
| Totale                                                                 |                                                                        | Presenze                                                               | 39                                                                     |                                                                        | Reti                                                                   | 2                                                                      |                                                                        |

## Palmarès

### Club

#### Competizioni statali
- Torneo Rio-San Paolo: 1

Corinthians: 2002

#### Competizioni nazionali
- Campionato olandese: 1

PSV Eindhoven: 1996-97
- Supercoppa dei Paesi Bassi: 2

PSV Eindhoven: 1996, 1997
- Campionato brasiliano: 1

Corinthians: 1998
- Coppa del Brasile: 1

Corinthians: 2002

#### Competizioni internazionali
- Coppa del mondo per club: 1

Corinthians: 2000

### Nazionale
- Coppa America: 1

1999
- Campionato mondiale: 1

2002

### Individuale
- Equipo Ideal de América: 1

1999